# Шакулин, Дмитрий Викторович
Дмитрий Викторович Шакулин (род. 11 мая 1968, Кирово-Чепецк, Кировская область, РСФСР, СССР) — советский и российский баскетболист, тренер. Форвард. Мастер спорта СССР международного классаЗаслуженный тренер России.

## Биография
Баскетболом начал заниматься с раннего детства (любовь к нему привил отец — баскетболист-полупрофессионал, играл на первенство Кировской области). В 14 лет переехал в Москву в СДЮШОР № 1 Советского района, к тренеру Александру Фёдоровичу Метелину, где окончательно сформировался как баскетболист.
Выступал за «Динамо» (Москва) (1985—92, 1993—94, 1995—96, 2001—02), Бейтар (Тель-Авив) (1992—93), Оберельхинген (Германия) (1994—95, 1998—99), ЦСКА (1997 (февраль)—98), Маккаби (Ришон-ле-Цион) (1999—2000), «Спартак» (Санкт-Петербург) (2000—01).
По окончании игровой карьеры перешёл на тренерскую работу. С 2003 по 2005 гг. работал в «Динамо» (Москва), затем в «Динамо» (Московская область) (2005-07) и БК «Химки» (2007-08). Параллельно в 2004-05гг. помогал Евгению Пашутину в молодёжной сборной России (возрастная группа до 20 лет), на молодёжном чемпионате Европы-2005 сборная России взяла золото.
В июле 2008 года подписал контракт с ЦСКА и стал помощником Этторе Мессины. В 2009—2010 годах ассистировал Евгению Пашутину и Душко Вуйошевичу в армейском клубе.
С 25 ноября 2010 года по 28 февраля 2011 года исполняющий обязанности главного тренера ЦСКА. Летом 2011 года подписал новый контракт с ЦСКА и продолжил ассистировать Йонасу Казлаускасу, а затем вновь Этторе Мессине, вернувшемуся в ЦСКА в 2012 году.
Дмитрий Шакулин был ассистентом главного тренера мужской сборной России на летних Олимпийских играх 2012 года, заслужив положительную оценку главного тренера Дэвида Блатта.

## Спортивные достижения
- Серебряный призёр чемпионата СССР (1989/1990);
- Бронзовый призёр чемпионата СНГ (1992);
- Серебряный призёр чемпионата Европы (Германия, 1993);
- Серебряный призёр чемпионата России (1995/1996);
- Бронзовый призёр чемпионата Европы (Испания, 1997);
- Чемпион России (1996/1997);
- Чемпион России (1997/1998).

## Семья
Отец — Виктор Иванович (1942 г. р.), мать — Антонина Васильевна (1943 г. р.), бывшая жена — Селихова Наталья Юрьевна (1967 г. р.). На данный момент Дмитрий Викторович разведён, дочери — Дарья (1994), Варвара (2004).